# Kauppinen
Kauppinen är en by i Jukkasjärvi distrikt (Jukkasjärvi socken) i Kiruna kommun, Norrbottens län (Lappland). Byn är belägen vid sidan av E10, en mil öster om tätorten Kiruna. Bäcken Luossajoki passerar norr om byn.
Kauppinen klassades av SCB som en småort mellan 1995 och 2020. Vid avgränsningen 2020 var antalet bofasta färre än 50 vilket medförde att orten miste sin status som småort.

## Befolkningsutveckling
| Befolkningsutvecklingen i Kauppinen 1990–2015                                                                         | Befolkningsutvecklingen i Kauppinen 1990–2015 | Befolkningsutvecklingen i Kauppinen 1990–2015 | Befolkningsutvecklingen i Kauppinen 1990–2015 | Befolkningsutvecklingen i Kauppinen 1990–2015 |
| --- | --------------------------------------------- | --------------------------------------------- | --------------------------------------------- | --------------------------------------------- |
| |                                               |                                               |                                               |                                               |
| År |                                               |                                               | Folkmängd                                     | Areal (ha)                                    |
| 1990 | 1990                                          |                                               | 60                                            | 26##                                          |
| 1995 | 1995                                          |                                               | 64                                            | 26#                                           |
| 2000 | 2000                                          |                                               | 54                                            | 26#                                           |
| 2005 | 2005                                          |                                               | 66                                            | 26#                                           |
| 2010 | 2010                                          |                                               | 69                                            | 26#                                           |
| 2015 | 2015                                          |                                               | 51                                            | 20#                                           |
| Anm.: Ny småort 1995. # Som småort. ## Befolkningen 31 december 1990 inom det område som avgränsades som småort 1995. |                                               |                                               |                                               |                                               |